# Louis Boutry du Manoir
Louis Guillaume Boutry du Manoir est un homme politique français né en 1745 à Condé-sur-Noireau (Calvados) et mort le 2 mars 1801 au même lieu.
Commissaire du roi près le tribunal de Vire, il est député du Calvados de 1791 à 1792.

## Sources
« Louis Boutry du Manoir », dans Adolphe Robert et Gaston Cougny, Dictionnaire des parlementaires français, Edgar Bourloton, 1889-1891 [détail de l’édition]